# Ad Marciam, De consolatione
Consolação a Márcia, “Ad Marciam, De Consolatione”, é uma obra em latim do filósofo estoico Sêneca (4 a.C.-65 d.C.). É a primeira carta de consolação do filósofo, escrita aproximadamente no ano 40, sendo sua obra conhecida mais antiga. A carta é endereçada a Márcia, filha do proeminente historiador Aulo Cremúcio Cordo.
Sêneca lhe escreve porque seu luto pela morte de seu filho Metílio parecia ter se tornado crônico, continuando três anos após a tragédia. Esta admirável peça de consolação oferece argumentos da filosofia estoica e sua visão de mundo, a fim de ajudar os enlutados e desolados a considerar outros aspectos da perda e também reconhecer a inevitabilidade da morte. Sêneca tenta transformar a tristeza paralisante de Márcia em belas e agradáveis lembranças do tempo que passaram juntos.

## Tema e estrutura
Sêneca adverte Márcia, desde o início, que ele não será gentil: “Que outros usem medidas suaves e carícias; decidi lutar com sua dor, e vou secar esses olhos cansados e exaustos, que já, para dizer a verdade, choram mais por hábito do que por tristeza… Não posso agora influenciar uma dor tão forte por medidas educadas e suaves: ela deve ser destruída pela força”(I, 5-8).
A primeira abordagem utilizada por Sêneca é a de recordar a Márcia dois exemplos contrastantes de luto em duas outras famosas mulheres romanas: Otávia e Lívia, respectivamente irmã e esposa de Otávio Augusto (o primeiro imperador). Ambas haviam perdido um filho, mas reagiram de maneira muito diferente: Otávia fez como Márcia, nunca emergindo de sua dor, negligenciando seus deveres familiares e sociais, e até mesmo ressentindo-se do filho sobrevivente de Lívia.
Na décima seção Sêneca antecipa o famoso argumento de Epicteto de que não possuímos realmente coisas ou pessoas, elas são simplesmente emprestadas a nós pelo universo, e que “é nosso dever sempre poder colocar nossas mãos sobre o que nos foi emprestado sem data fixa para sua devolução, e restaurá-lo quando chamado sem um murmúrio"

## Trechos
“Que loucura é essa, castigar a si mesma porque é infeliz, e não para diminuir, mas para aumentar seus males! Você deve mostrar, também neste assunto, aquele comportamento decente e modéstia que tem caracterizado toda a sua vida: pois existe algo como autodomínio no luto também” (IV, 5)
“Não há grande crédito em comportar-se corajosamente em tempos de prosperidade, quando a vida desliza facilmente com uma corrente favorável: nem um mar calmo e um vento suave exibem a arte do piloto: algum mau tempo é desejado para provar sua coragem” (V, 5)

“No entanto, quem diria que a natureza tem tratado com rancor as mentes das mulheres, e atrofiado suas virtudes? Acredite, elas têm o mesmo poder intelectual que os homens, e a mesma capacidade de ação honrada e generosa. Se treinadas para isso, elas são igualmente capazes de suportar a tristeza ou o trabalho.” (XVI, 2)

#### Traduções
- Alexandre Pires Vieira. Consolação a Márcia. 2020, Montecristo Editora. ISBN 9781619651814, ASIN B08CWCLVYK.